# عناصر اولیه در معماری
عناصر پایه در معماری(نقطه،خط،سطح،حجم)

## عناصر پایه
۱. نقطه،
۲. خط،
۳. سطح،
۴. حجم،

## نقطه
نقطه مکانی را در فضا نشان می‌دهد.
یک نقطه مکانی را در فضا مشخص می‌کند. از نظر مفهومی، این مکان فاقد طول و عرض و ارتفاع می‌باشد؛ بنابراین، ایستا و متمرکز بوده و هیچ جهتی را القا نمی‌کند.
نقطه به عنوان عنصری اولیه، در ساختار فرم، می‌تواند بیان‌کنندهٔ مفاهیم زیر باشد:
دو سر یک خط،
تقاطع دو خط،
به هم رسیدن خطوط در گوشهٔ یک سطح یا حجم،
مرکز یک شکل یا ناحیه،
اگر از هر جسمی دور شویم، آن را به شکل یک نقطه می‌بینیم. مانند تصاویر ماهواره‌ای از شهرها برای تهیهٔ نقشه‌ها؛ که در آن‌ها با مجموعه‌ای از نقاط و خطوط مواجهیم که به ما یک بافت شهری را نشان می‌دهند.
اگرچه یک نقطه از نظر تئوری فاقد شکل و فرم است، اما وقتی در میدان دید قرار گیرد، وجودش محسوس خواهد شد. یک نقطه در مرکز محیط خود ایستا و پایدار است و عناصر دیگر را در پیرامون خود سازماندهی کرده و نواحی اطراف خود را تحت تأثیر قرار می‌دهد.
وقتی نقطه از مرکز فاصله بگیرد، با محیط پیرامونش دچار تعارض می‌شود و برای رسیدن به برتری دیداری با محیط خود به رقابت می‌پردازد. در اینجاست که میان نقطه و محیط اطرافش، تنش دیداری پدید می‌آید.

## دو نقطه
دو نقطه بیانگر خطی هستند که آن‌ها را به هم متصل می‌کند.
اگرچه این نقاط، طول محدود و مشخصی را به خط می‌بخشند، اما این خط می‌تواند به عنوان بخشی از یک مسیر بلندتر قلمداد گردد.
دو نقطه، محوری را پدیدمی‌آورند که بر خطی که بین آن‌ها وجود دارند، عمود است و این دو نقطه نسبت به آن‌ها محور قرینه‌اند. به این دلیل که این محور احتمالاً از نظر طولی نامحدود می‌باشد، در بسیاری از مواقع نسبت به خط تعریف شدهٔ میان دو نقطه، از قدرت و
تأثیرگذاری بیشتری برخوردار است.
در هر صورت، محور عمودی و خط میان دو نقطه، نسبت به خطوط دیگری که از هر یک از این نقاط می‌گذرند، از تأثیرگذاری و قدرت بیشتری برخوردار هستند.

## خط
یک نقطه ادامه میابد و تبدیل می‌شود به خط با این ویژگی‌ها:
طول،
جهت،
موقعیت،
از دید مفهومی، خط طول دارد ولی عرض و ارتفاع ندارد.
با توجه به این که یک نقطه به گونه‌ای طبیعی ایستا است، خط که خود مسیر حرکت نقطه نیز هست، برای نشان دادن دیداری جهت، حرکت و رشد، بسیار مناسب می‌باشد.
خط، عنصر مهمی در شکل‌گیری یک ساختار دیداری است و به روش‌های زیر مورد استفاده قرار می‌گیرد:
ترکیب، اتصال، مجاورت، احاطه کردن یا قطع کردن عناصر دیداری،
تعریف لبه‌ها و شکل‌دهی به سطوح،
تفکیک‌کنندهٔ وجوه گوناگون سطح‌ها (مانند هاشور یا سایه زدن),
تکرار ساده ای از عناصر یکسان یا مشابه، اگر به اندازهٔ کافی تداوم پیدا کند، می‌تواند به صورت یک خط تجلی یابد. این نوع خطوط دارای کیفیتی بافت گونه می‌باشند.
جهت یک خط بر نقش آن در ساختار دیداری تأثیرگذار است. یک خط عمودی می‌تواند نشانهٔ تعادل یا گرانش زمین باشد که در نشانه‌شناسی به وضعیت ایستادهٔ انسان یا به مکانی در فضا اشاره می‌کند. یک خط افقی می‌تواند بیان گر پایداری، سطح زمین، خط افق یا بدنی که روی سطح زمین دراز کشیده، باشد.
خط مایل، حرکتی است انحرافی از خط افق یا عمود که ممکن است مانند یک خط عمودی در حال سقوط یا یک خط افقی که در حال بلند شدن از سطح زمین است دیده شود، در هر حال، چه به سمت نقطه‌ای بر روی زمین در حال سقوط باشد، چه سوی نقطه‌ای در آسمان در حال صعود، این خط پویاست و از نظر دیداری در حالت نامتعادل خود، فعال می‌باشد.

## عناصر خطی
به طور مثال؛خیابان ها،محله ها و کوچه ها

## از خط تا پلان
خطوط موازی قابلیت به نمایش گذاشتن یک سطح را دارند. فضاهای خالی که ممکن است بین خطوط وجود داشته باشند، معرف ارتباط دیداری بین آن هاست. هر چه این خطوط به هم نزدیک تر باشند، آن سطح توانایی انتقال قدرت و استحکام بیشتری را خواهد داشت.
تکرار یک سری خطوط موازی، درک بهتری از سطحی که معرف آن هستند به ما می‌دهد؛ هر چه خطوط آن سطح گسترش و تداوم بیشتری داشته باشند، سطح واقعی تر به نظر می‌رسد و فضاهای خالی بین خطوط، بسیار کم‌تر به ماهیت سطح آسیب می‌رساند.

## ستون؛ عنصر تعریف‌کنندهٔ سطح
لئون باتیستا آلبرتی: ستون، بخش مطمئن و تقویت شدهٔ دیوار است که از پی تا سقف، به صورت عمودی امتداد یافته‌است… در حقیقت، ردیفی از ستون چیزی نیست جز دیواری که در بعضی از قسمت‌های آن فضاهایی باز، پیوستگی را در چند نقطه قطع کرده‌اند.
علاوه بر این که ستون‌ها نقش سازه‌ای برای سطوح فوقانی و سقف را دارند، بیان گر مرزبندی‌هایی قابل نفوذ می‌باشند که محدوده‌های فضایی هم جوار را از هم جدا می‌کنند.
عناصر خطی در داربست‌ها و ستون بندی‌های تزئینی باغ، می‌توانند فضاهای بینابینی به و جود بیاورند که در عین داشتن درجه‌ای از محصوریت، اجازهٔ ورود نور خورشید و جریان نسیم را هم به داخل فضا می‌دهند.

## عناصر خطی تعریف‌کنندهٔ سطوح
ردیفی از ستون‌ها، که پیشانی ساختمان بر روی آن‌ها قرار دارد - یک رواق- اغلب برای تعریف نمای عمومی یک ساختمان، به ویژه بناهایی که در مجاورت فضاهای مهم شهری قرار دارند، به کار برده می‌شوند.
یک نمای رواق گونه، به راحتی برای ورود افراد مورد استفاده قرار می‌گیرد. این فضای محصور و محفوظ در برابر عوامل طبیعی، با تکرار فرم‌ها و عناصر نیمه شفاف، به نماهای گوناگون پشت سرش نمایی یکسان و هماهنگ می‌بخشد.

## صفحه
یک خط ادامه می‌یابد و تبدیل می‌شود به صفحه با این ویژگی‌ها:
طول و عرض،
شکل،
وجه،
جهت،
موقعیت، 
صفحه از ادامهٔ خط در جهتی به غیر از جهت امتدادش پدید می‌آید. از دیدگاه مفهومی، یک صفحه دارای طول و عرض بوده و فاقد ارتفاع می‌باشد.
شکل، ابتدایی‌ترین عنصر تعریف‌کنندهٔ یک صفحه است که لبه‌های آن توسط خطوط مشخص می‌شود. درک ما از یک شکل در پرسپکتیو ممکن است دچار اشتباه شود؛ به همین دلیل شکل واقعی یک صفحه را تنها هنگامی که از روبه رو به آن نگاه می‌کنیم، در می‌یابیم.
دیگر مشخصه‌های تکمیلی صفحه، شامل رنگ، وجه، نقش و بافت آن می‌باشد که بر پایداری و با دیداری آن تأثیرگذار است.
در آفرینش یک ترکیب دیداری، صفحه برای بیان حدود و مرزهای یک حجم به کار گرفته می‌شود.
صفحه در معماری بیان گر حجم‌ها سه بعدی در فضا می‌باشند.
مشخصات هر صفحه یعنی اندازه، شکل، بافت و هم چنین رابطه‌ای که این صفحه در فضا با یک دیگر برقرار می‌کنند، تعیین‌کنندهٔ کیفیت فضای محصور شده و نشان دهندهٔ ویژگی فرم‌های به وجود آمده، خواهد بود.
در طراحی معمارانه، سه نوع اصلی صفحه مورد استفاده قرار می‌گیرد:
۱. صفحه بالای سقف (مانند سقف بام),
۲. صفحه دیوار،
۳. صفحه کف (مانند سطح زمین),

## عناصر صفحه گونه
خانهٔ کافمن (آبشار),
کانلزویل، پنسیلوانیا، ۱۹۳۶–۳۷,
اثر: فرنک لوید رایت،
بتن مسلح به صورت صفحات افقی، سطح بام و کف را تشکیل داده و از هستهٔ عمودی مرکزی خارج شده‌است.
معماری فرنک لوید رایت؛ سرشار ازعناصر سطح گونه

## حجم
یک سطح ادامه می‌یابد و تبدیل می‌شود به حجم با این ویژگی‌ها:
طول، عرض، ارتفاع،
فرم،
فضا،
وجه،
جهت،
موقعیت،
سطح در جهتی به غیر از امتدادش ادامه می‌یابد و به حجم تبدیل می‌گردد.
از نظر مفهومی، یک حجم دارای سه بعد طول، عرض و ارتفاع می‌باشد.
در فرهنگ معماری، حجم عنصری سه بعدی است و می‌تواند یک فضای بعد دار باشد که اجسامی در آن قرار گرفته‌اند، یا یک فضای خالی باشد که سطوح آن را احاطه کرده‌اند.
در معماری، حجم فضایی است که به وسیلهٔ سطوح دیوار، سقف و کف تعریف می‌شود یا مقدار فضایی است، که تودهٔ ساختمان آن را پر کرده‌است.
برای درک نقشه‌های نما، پلان و مقاطع، آگاهی از این دوگانگی و توجه به آن، بسیار با اهمیت است:
پلان و مقطع:
فضای تعریف شده به کمک سطوح دیوار، کف، سقف یا بام
نما:
فضایی که حجم یک ساختمان در آن قرار می‌گیرد.